# Илканат
Илканат је био једна од четири државе, које су настале распадом Монголског царства. Седиште власти се налазило у данашњем Ирану, а обухватало је територије Ирака, Авганистана и западног Пакистана. Илканат је постојао од 1256. до 1353.

## Рани Илканат
Унук Џингис-кана и брат Монке-кана Хулагу-кан основао је Илканат. Преузео је заповедништво над монголском војском у том подручју 1255. или 1256. и добио је задатак да покори муслиманске краљевине на западу све до граница Египта. Освојио је Багдад 1258. и срушио је Абасидски халифат. Хулагу се вратио у Персију и основао је династију.
Зауставили су га Мамелуци уз помоћ крсташа у бици код Аин Џалута 1260. у Палестини.
Румски султанат постао је вазална држава монголског Илканата, још раније након турског пораза 1243. 
Име Илканат значи потчињени кан, а односи се на почетак, када је Монгке био велики кан и господар целог Монголског царства. Када је умро Монгке-кан 1258. настале су борбе за наслеђе. Монголско царство се поделило на четири дела. Кублај-кан је постао велики кан, али није имао власт у целом бившем Монголском царству. Потомци Хулагу-кана су владали Персијом око осамдесет година. Они су били шаманисти, па будисти и на крају муслимани. Илканат је имао великог непријатеља, а то су били Мамелуци, који су владали Египтом и који су победили и крсташе и Монголе. Илканат није никад сакупио довољно снаге да освоји Сирију.

## Прелазак на ислам
После Хулагу-кана илканови су прихватили будизам. Пре тога владајућа елита је припадала несторијанцима. По религији су одударали од муслиманског народа, којим су владали. Газан, пре него што је свргнуо Бајду 1295. је прешао  коначно на ислам. На тај начин је постао ближи већини својих поданика. Хришћани и Јевреји су изгубили статус равнправних са муслиманима. Будисти су имали избор, или да промене веру или да напусте Илканат. Тај прелазак на ислам није много променио спољну политику Илканата, јер су се и даље борили против исламских Мамелука.

## Распад
Након Абу Саидове смрти 1335. канат се почео полако распадати у неколико супарничких држава наследница. Од тих држава најистакнутија је била Џалаирида. Последњи претендент за кана убијен је 1353. Тимур Ленк је касније изградио државу од Џалаириде са намером да обнови стари канат.